# Alex Sandro
Alex Sandro Lobo Silva (født 26. januar 1991 i Catanduva, Brasilien) er en brasiliansk fodboldspiller,  der spiller som venstre back i den brasilianske storklub Flamengo.